# Tianbu (köpinghuvudort i Kina, Jiangsu Sheng, lat 31,93, long 121,11)
Tianbu är en köpinghuvudort i Kina. Den ligger i provinsen Jiangsu, i den östra delen av landet, omkring 220 kilometer öster om provinshuvudstaden Nanjing. Antalet invånare är 30 311. Befolkningen består av 15 702 kvinnor och 14 609 män. Barn under 15 år utgör 9,0 %, vuxna 15-64 år 75 %, och äldre över 65 år 15,0 %.
Runt Tianbu är det tätbefolkat, med 397 invånare per kvadratkilometer. Närmaste större samhälle är Jinsha, 18,4 km norr om Tianbu. Trakten runt Tianbu består till största delen av jordbruksmark.
Genomsnittlig årsnederbörd är 1 510 millimeter. Den regnigaste månaden är augusti, med i genomsnitt 205 mm nederbörd, och den torraste är januari, med 45 mm nederbörd.